# Фергюсон (Айова)
Фергюсон (англ. Ferguson) — місто (англ. city) в США, в окрузі Маршалл штату Айова. Населення — 97 осіб (2020).

## Географія
Фергюсон розташований за координатами 41°56′19″ пн. ш. 92°51′47″ зх. д. / 41.93861° пн. ш. 92.86306° зх. д. (41.938580, -92.863031).  За даними Бюро перепису населення США в 2010 році місто мало площу 0,66 км², уся площа — суходіл.

## Демографія
Згідно з переписом 2010 року, у місті мешкало 126 осіб у 55 домогосподарствах у складі 38 родин. Густота населення становила 191 особа/км².  Було 59 помешкань (89/км²).
Расовий склад населення:
| - 98,4 % — білих |

До двох чи більше рас належало 1,6 %. Частка іспаномовних становила 0,0 % від усіх жителів.
За віковим діапазоном населення розподілялося таким чином: 19,0 % — особи молодші 18 років, 65,9 % — особи у віці 18—64 років, 15,1 % — особи у віці 65 років та старші. Медіана віку мешканця становила 51,0 року. На 100 осіб жіночої статі у місті припадало 85,3 чоловіків;  на 100 жінок у віці від 18 років та старших — 88,9 чоловіків також старших 18 років.
Середній дохід на одне домашнє господарство  становив 49 925 доларів США (медіана — 45 893), а середній дохід на одну сім'ю — 59 717 доларів (медіана — 63 333). За межею бідності перебувало 10,5 % осіб, у тому числі 14,3 % дітей у віці до 18 років та 3,0 % осіб у віці 65 років та старших.
Цивільне працевлаштоване населення становило 72 особи. Основні галузі зайнятості: виробництво — 38,9 %, публічна адміністрація — 13,9 %, освіта, охорона здоров'я та соціальна допомога — 13,9 %.